# Runenstein vom Småhamra Gård
Der Runenstein vom Småhamra Gård (Sö Sb2013;4 - schwedisch Småhamrasten) in Österhaninge, südlich von Stockholm in der Provinz Stockholms län in Schweden, wurde 2010 gefunden und 2011 geborgen.
Der Runenstein ist etwas über zwei Meter hoch und bis zu 1,3 m breit. Der obere Teil ist leicht beschädigt und gegenüber dem Fußteil sehr breit, das ist wahrscheinlich der Grund, warum der Stein schon nach wenigen Jahrzehnten umgefallen und schließlich im Boden versunken ist. Dies wird durch die nicht verwitterte Beschriftung signalisiert. Die Kargheit der Ausführung ist typisch für die Runensteine in Södermanland. Von Småhamra ist ein heute verlorenes Fragment eines Runensteins (mit der Nr. Sö 267) bekannt.
Die Ornamentik besteht aus einer mit einem Irischen Koppel gebundenen Schlange, die ein Griechisches Kreuz umschließt. Die Inschrift lautet: „Gunnar und Ulf und Sighjälm ließen den Stein nach Halfdan aufrichten, ihrem Vater. Gott helfe seiner Seele.“ Da der Stein rissig war, wurde er vom Steinrestaurator Paterik Stocklassa behandelt, gewaschen und repariert. Er wurde etwa 10 m südlich des Fundplatzes aufgestellt.